# 博氏腔吻鱈
博氏腔吻鱈，為輻鰭魚綱鱈形目鼠尾鱈科的其中一種，分布於西南太平洋紐西蘭海域，屬深海底棲性魚類，棲息深度0-392公尺，體長可達60公分，棲息在底中層水域，生活習性不明。